# Valeri Ojf

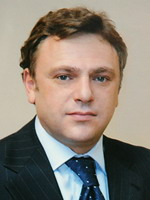
Valeri Ojf (2008)

Valeri Aleksandrovitsj Ojf (Russisch: Валерий Александрович Ойф), ook geschreven als Valeriy Oyf (Odessa, 22 januari 1964) is een Russische 'oligarch' (zakenmiljardair) en was grootaandeelhouder van profvoetbalclub Vitesse.

## Carrière
Op 25 mei 2018 werd bekend dat Aleksandr Tsjigirinski zijn aandelen van Vitesse afstond aan de Russische ondernemer Valeri Ojf, die al vanaf 2016 deel uitmaakte van de Raad van Commissarissen. In het seizoen 2017/18 was Ojf al onderwerp van gesprek toen hij in botsing kwam met toenmalig hoofdcoach Henk Fraser. De Rus was behalve over het vertoonde spel en resultaat, ook ontevreden over het technisch beleid. Dit leidde tot een vertrek van technisch directeur Mo Allach naar Maccabi Haifa.
Ojf bekleedde, voor hij bij Vitesse actief werd, diverse leidinggevende functies in het bedrijfsleven. Hij was directeur bij de Highland Gold Mining Company en de oliemaatschappijen Rosneft en Gazprom. Vervolgens was hij de eindverantwoordelijke bij Millhouse Capital. Die firma beheert de bezittingen van miljardair Roman Abramovitsj, onder andere eigenaar van Chelsea FC. Daarnaast was hij van 2004 tot 2008 senator namens het Siberische Omsk, de oorspronkelijke basis van Gazprom, in de Federatieraad van Rusland.

## Vermogen
Hij heeft zijn vermogen vergaard in de olie en gasindustrie en de delving van goud en edelmetalen.